# Giampaolo Simi
Giampaolo Simi (Viareggio, 10 settembre 1965) è uno scrittore, sceneggiatore e giornalista italiano.

## Biografia
Giampaolo Simi è nato a Viareggio nel 1965, dove ha frequentato il liceo classico Giosuè Carducci.
La popolarità è arrivata con i romanzi pubblicati per la Memoria di Sellerio ("Cosa resta di noi", "La ragazza sbagliata" e "Come una famiglia"), ma la sua attività è iniziata nel 1997, quando Il buio sotto la candela ha vinto il premio Nino Savarese. In seguito Direttissimi altrove e Tutto o Nulla (2001) sono arrivati in finale al premio Scerbanenco. Rosa Elettrica (2007) è stato fra i romanzi finalisti del Premio Fedeli. Rosa elettrica, con alcune piccole modifiche, è stato poi ripubblicato nel 2021 da Sellerio.
È fra gli autori italiani pubblicati in Francia nella "Série Noire" di Gallimard.
È presente in numerose antologie come “History & Mistery" (Piemme), "Il ritorno del Duca" (Garzanti), “Crimini italiani” (Einaudi), Una settimana in giallo (Sellerio) e 50 in giallo (Sellerio).
Collabora con i quotidiani "Il Tirreno" e "La Repubblica" e con il sito “Giudizio Universale". È stato consulente tecnico del Premio Camaiore di Letteratura Gialla dal 2003 al 2013.
Nel 2010 ha ricevuto a Maniago il Premio alla carriera Lama e Trama. Nel giugno 2012 è uscito per E/O il romanzo "La notte alle mie spalle" (Premio Pea 2013, menzione speciale Premio Gelmi di Caporiacco 2013). 
Nel dicembre 2015 ha vinto il "Premio Scerbanenco – La Stampa" con "Cosa resta di noi" (Sellerio), assegnato al Noir In Festival di Courmayeur (link)
Nel maggio 2018 ha vinto il "Premio Letterario Chianti" con "La ragazza sbagliata" (Sellerio).
Nel settembre 2019, con "Come una famiglia" ha vinto il Premio Rieti.
Sempre con "Come una famiglia" nel 2019 è stato finalista al Premio Bancarella.
Nel 2020 ha scritto a quattro mani con l'attrice e regista Piera Degli Esposti il romanzo giallo "L'estate di Piera" ambientato in un palazzo romano e in cui la Piera protagonista del libro è ispirata proprio alla figura di Piera Degli Esposti.
Nel 2025, conclusa la fortunata quadrilogia dedicata al giornalista Dario Corbo ("La ragazza sbagliata", "Come una famiglia", "Senza dirci addio" e "Il cliente di riguardo") sempre per Sellerio ha pubblicato il noir "Tra lei e me" dove affronta il tema del femminicidio in una storia che si sviluppa fra Viareggio e l'entroterra della Versilia e che ha come sottofondo la musica di Giacomo Puccini.

## Cinema e tv
Ha collaborato come soggettista e sceneggiatore alla serie tv "RIS" (quinta stagione), e alle tre stagioni di "RIS Roma".

Dal suo racconto “Luce del Nord” ha scritto, insieme allo sceneggiatore Vittorio Testa, il tv movie omonimo, girato da Stefano Sollima.
Sempre assieme a Vittorio Testa, è creatore della serie tv "Nero a metà", andata in onda dal 19 novembre 2018 su Raiuno, con protagonista Claudio Amendola e per la regia di Marco Pontecorvo.
Assieme alla regista Wilma Labate ha scritto il soggetto del documentario "Arrivederci Saigon", presentato alla 75ª Mostra Internazionale del Cinema di Venezia e finalista ai David di Donatello nel 2019. Ha collaborato come sceneggiatore alla serie tv "Viola come il mare" andata in onda sulle reti Mediaset nell'autunno 2022. Assieme a Davide Barletti, Carlo D'Amicis e Wilma Labate ha scritto il film tv "Se mi lasci ti sposo", andato in onda nel dicembre 2022 su Rai1 come parte della sesta stagione di "Purché finisca bene".

## Vita privata
Gioca con la maglia numero 6 nell'Osvaldo Soriano Football Club, la Nazionale Italiana Scrittori e suona la chitarra nei Flying Circus, band di cover così chiamata in onore dei Monty Python e del suo repertorio assai eterogeneo di pop e rock. È orgogliosamente tifoso della squadra tedesca del St. Pauli.

## Opere
- Il buio sotto la candela, 1996, Mauro Baroni Editore, (nuova edizione 2005, Palermo Flaccovio Editore)
- Direttissimi altrove, 1999, Roma, DeriveApprodi.
- Tutto o Nulla, 2000, Roma DeriveApprodi ISBN 9788887423457
- L'occhio del rospo, 2001, Roma, ADN Kronos Libri.
- Caccia al re, 2001, Walt Disney Company Italia
- Figli del tramonto, 2002, DeriveApprodi, ISBN 9788878512047
- Il corpo dell'Inglese, 2004, Torino, Stile Libero Noir Einaudi.
- Rosa Elettrica, 2007, Torino, Einaudi (nuova edizione 2021, Palermo, Sellerio editore)
- Figli del tramonto, 2009, hobby & work publishing
- La notte alle mie spalle, 2012, Roma, E/O Editore.
- Cosa resta di noi, 2015, Palermo, Sellerio editore.
- La ragazza sbagliata, 2017, Palermo, Sellerio editore.
- Come una famiglia, 2018, Palermo, Sellerio editore.
- I giorni del giudizio, 2019, Palermo, Sellerio editore.
- L'estate di Piera con Piera Degli Esposti, 2020, Milano, Rizzoli
- Senza dirci addio, 2022, Palermo, Sellerio editore.
- Sarà assente l’autore, 2023, Palermo, Sellerio editore.
- Il cliente di riguardo, 2023, Palermo, Sellerio editore.
- Tra lei e me, 2025, Palermo, Sellerio editore.